# Escorpión (Mac Gargan)
MacDonald «Mac» Gargan es un personaje que aparece en los cómics estadounidenses publicados por Marvel Comics. Creado por el escritor Stan Lee y el artista Steve Ditko, apareció por primera vez en The Amazing Spider-Man #19 (diciembre de 1964). Mac Gargan es un antagonista recurrente del superhéroe Spider-Man. El debutó como un investigador privado contratado por J. Jonah Jameson para aprender cómo Peter Parker tomó fotografías de Spider-Man. En el siguiente número, Jameson decidió convertir a Gargan en un adversario mortal para el Spider-Man a través de un procedimiento apenas probado, que dejó a Gargan con una armadura inamovible con temática de escorpión y los instintos depredadores del arácnido. Enloquecido por su mutación, Gargan, en cambio, recurrió a una vida delictiva como el Escorpión, y pasó a amenazar tanto a Spider-Man como a Jameson, a quienes responsabilizó de su transformación. Desde entonces, después de haberse quitado finalmente la armadura, Gargan también se ha desempeñado como el tercer anfitrión del simbionte Venomy miembro de los Vengadores Oscuros como Spider-Man, pero finalmente volvió a su alias de Escorpión, ya que lo mantuvo con vida debido a la tensión que tanto las armaduras neurales como el simbionte pusieron en su cuerpo.
Desde su debut durante la Edad de plata de las historietas, el personaje ha aparecido en varios productos patrocinados por Marvel y adaptaciones de medios, como largometrajes, series de televisión y videojuegos. Michael Mando interpreta al personaje en las películas del Universo cinematográfico de Marvel Spider-Man: Homecoming (2017) y Spider-Man: Brand New Day (2026), mientras que una versión alternativa del personaje apareció animada en la serie de Disney+ Tu amigo y vecino Spider-Man (2025).

## Historial de publicaciones
El personaje fue creado por Stan Lee y Steve Ditko. Gargan apareció por primera vez en The Amazing Spider-Man #19 (diciembre de 1964) y apareció por primera vez como el Escorpión en Amazing Spider-Man #20 (enero de 1965). Años más tarde, se convirtió en el tercer Venom en Marvel Knights: Spider-Man #10 (2005) y el tercer Spider-Man en Dark Avengers #1 (2009).
Apareció como un personaje regular en la serie Dark Avengers desde el número 1 (marzo de 2009) hasta el número 16 (junio de 2010). Mac Gargan apareció en su primera serie propia, una miniserie de cuatro números llamada Dark Reign: Sinister Spider-Man. El cómic fue lanzado en junio de 2009 y fue escrito por Brian Reed, con arte de Chris Bachalo.
El escritor Dan Slott reveló en 2010 que Mac Gargan volvería como el Escorpión original, en un próximo arco de The Amazing Spider-Man.

## Biografía del personaje ficticio

### Escorpión
Mac Gargan era un investigador privado inicialmente contratado por J. Jonah Jameson para descubrir cómo Peter Parker puede obtener increíbles fotos de Spider-Man. Los esfuerzos de Gargan desencadenaron el sentido arácnido de Peter y el adolescente evade fácilmente al detective. Jameson decide contratar a Gargan como sujeto de un proceso apenas probado que le dota de las características útiles de un animal en particular con la ayuda del Dr. Farley Stillwell. El Dr. Stillwell también lo equipa con una cola mecánica tipo club. En este caso, un escorpión es la base con el propósito de crear un poderoso agente capaz de derrotar a Spider-Man ya que el escorpión es un depredador natural de la araña. El Escorpión demuestra ser más que un rival para Spider-Man, derrotándolo dos veces, pero el tratamiento mutagénico afecta seriamente la mente de Gargan, llevándolo a la locura cuando los instintos depredadores del escorpión toman el control. Inmediatamente se vuelve contra su benefactor, pero Spider-Man interviene, y finalmente derrota al Escorpión en su tercera batalla. El Escorpión se convierte en un criminal profesional y vuelve a caer en una venganza contra Spider-Man y Jameson, solo para ser derrotado nuevamente.
Luego es contratado por un anillo de espías para seguir a la agente de S.H.I.E.L.D., Sharon Carter, pero es derrotado por el Capitán América. Escorpión es adquirido por el Sr. Kline, quien crea un duplicado de Androide de él. El verdadero Escorpión y el Sr. Hyde lanzan una campaña de terror contra los agentes de S.H.I.E.L.D., pero son derrotados por el Capitán América y Falcon. Después de ser liberado de la prisión por su buen comportamiento, el Escorpión persigue a Spider-Man y lo intenta ahogar en una tina de cemento, con la esperanza de utilizar su reputación para convertirse en un jefe del hampa. Escorpión descubre que Spider-Man sobrevivió al encuentro, y el Chacal le da la ubicación de Spider-Man. El Escorpión llega a la habitación de un hospital con Peter Parker y su Tía May. Al no reconocer a Spider-Man en su identidad civil, amenaza a May y exige saber dónde está Spider-Man. Después de que ella se desmaya, Escorpión arrasa con el hospital. Spider-Man furioso vence al Escorpión y lo hace disculparse con May.
El Escorpión lucha contra Ms. Marvel después de un fallido intento de venganza contra Jameson; el Escorpión se vuelve más psicótico de lo habitual después de esto, lo que lo convierte en ácido. En las alcantarillas, su cordura se está deteriorando, Escorpión llega a creer que su traje no se puede quitar. Después de un encuentro rápido, Spider-Man demuestra que su creencia de ser un monstruo solo está en su mente. Gargan forma una estafa de extorsión para sabotear el Daily Bugle, pero se ve frustrado por Spider-Man y el Capitán América. Es liberado de la prisión por agentes de Egghead, que quiere que se una al tercer Maestros del Mal junto a Torbellino y Moonstone. El equipo lucha contra los Vengadores, pero son derrotados. Escorpión secuestra a la novia de Jameson, Marla Madison, en el día de su boda, pero es rescatada por Spider-Man. Jonah confiesa públicamente su papel en la creación del Escorpión cuando el Hobgoblin intenta usar ese secreto para chantajearlo. A pesar de sus encuentros con otros enemigos, Escorpión siempre ha tenido un odio especial por Spider-Man y Jameson, que se extiende hasta cuando intenta convertirse en un mercenario de Justin Hammer, que ha modificado la armadura de combate del Escorpión. Arruina sus perspectivas en su primera misión, capturar a un héroe de guerra, cuando no puede resistirse a crear una situación de rehenes, simplemente para traer a Jameson a él por venganza. Como reacción, Hammer envía Blacklash y Rhino para someter a Gargan y confiscar el equipo de mejora de la cola para derogar su contrato.
Durante los Actos de venganza, intenta ingresar a Canadá para evitar la Ley de Registro de Superpoderes. El Tinkerer se encuentra con él en el aeropuerto y le proporciona una cola de escorpión modificada para su disfraz. Él, Asp, Nekra y Búho (que están bajo el control de Llan the Sorcerer) son repelidos por Alpha Flight y Gamma Flight. Luego es contratado por el Camaleón para matar a un Spider-Man sin poder. Él es derrotado por la Gata Negra. Las constantes derrotas del Escorpión a manos de Spider-Man lo llevan a la depresión. Recorre las alcantarillas, su mente se vuelve más clara de lo que había sido desde su transformación, y decide dejar de ser el Escorpión. Se encuentra con un Spider-Man deprimido y plagado de crisis. Ignorando la súplica de Gargan de que él es un hombre cambiado, Spider-Man lo golpea salvajemente. En su siguiente aparición, Gargan volvió a ser psicópata. Él lucha y es derrotado por el clon de Spider-Man, Ben Reilly.
Escorpión trabaja temporalmente para Roxxon y los ayuda en su "terapia de rehabilitación" falsa. Roxxon actualiza los poderes y el disfraz del Escorpión y promete que volverá con sus enemigos. Spider-Man convence a Escorpión de que solo lo están usando. Escorpión luego enciende Roxxon y luego es derrotado por Spider-Man. Gargan reaparece luego de la Guerra Secreta que organizó Nick Fury contra Latveria. Él es uno de los supervillanos que recibió la tecnología mejorada de la dictadora Latveriana, Lucia von Bardas y enviado para atacar a los héroes involucrados en la Guerra Secreta de Fury. Las tecnologías de los villanos son secuestradas por von Bardas, proporcionándole poder, potencialmente a costa de la vida de los villanos, pero los héroes reunidos derrotan a von Bardas y capturan a Escorpión y los demás.

### Venom
Más tarde, a través de las circunstancias aún por revelar, Norman Osborn revela la verdadera identidad de Spider-Man a Gargan y le da órdenes de secuestrar a la tía de Peter, en caso de que Osborn sea capturado y encarcelado. Cuando Spider-Man vence a Osborn, es encarcelado y Gargan lleva a cabo las órdenes de Osborn en el secuestro de la tía May. Gargan finalmente llama a Peter y le dice que la única forma en que puede volver a ver a su tía es para sacar a Norman de la cárcel. Poco después, el simbionte de Venom se acerca a Gargan, ofreciéndole nuevas habilidades, y Gargan se une a la criatura. Esto luego le daría una ventaja extra como parte de los Doce Siniestros de Norman Osborn. Incluso con estos poderes adicionales, sigue siendo rápidamente derrotado por Spider-Man, mientras los Vengadores tratan con el resto de los Doce. Hasta ahora, él permanece unido con el simbionte. Aunque encarcelado, Gargan no se inmuta, ya que con sus nuevos poderes viene el respeto de convertirse finalmente en un villano de "lista A".
Junto a Spider-Man y otros villanos y héroes, Venom es secuestrado por otras fuerzas dimensionales. Él tiene éxito en matar a Spider-Man, que es realmente el Fantasma espacial original disfrazado. Por sus crímenes, la matriarca inhumana Medusa ordena su ejecución y casi la lleva a cabo ella misma. Más tarde, intenta matar a los otros participantes para el premio del "Beyonder" en cumplimiento de deseos para el ganador pero falla y regresa a la Tierra junto con el resto del grupo.

### Thunderbolts
Gargan más tarde se convierte en un miembro de un subgrupo de los Thunderbolts, que ha sido redactado por los Vengadores para perseguir a los miembros del fugitivo de Vengadores Secretos y actualmente es dirigido por la Comisión de Actividades Sobrehumanas. Luego se revela que ha sido equipado con implantes eléctricos por el gobierno para mantener controlado el simbionte de Venom. Como Thunderbolt, es visto como un héroe por el público en general y tiene sus propias figuras de acción. Gargan muestra su nuevo poder crudo como Venom en una batalla con Jack Flag. Después de golpear a Flag por un momento, el héroe logra apuñalar a Gargan, que está protegido por el simbionte. Gargan se enfurece y maneja ferozmente a Flag, y está a punto de comérselo cuando sus implantes eléctricos lo patean y lo someten temporalmente, lo que permite que Flag vivo. Gargan expresa temor por el control que el simbionte posee sobre él, sin embargo, se ha vuelto adicto al crudo poder sobrenatural que le brinda y ni siquiera puede comenzar a imaginar la vida sin él, similar a un drogadicto. Un ataque de Araña de Acero y Sepulcro lo hace perder el control otra vez, convirtiéndose brevemente en un enorme monstruo, mientras que Moonstone está incapacitado y por lo tanto no puede coordinar el control de sus implantes eléctricos. Luego vuelve a una forma normal sin efectos negativos. También muerde y devora el brazo de Araña de Acero durante una pelea.
Gargan es ordenado más tarde por Norman Osborn para cazar a Namor. Después de dispararle con un arma suministrada por Thunderbolts, Gargan deshabilita a Namor arrancándole las alas de los pies. El Sub-Mariner logra dejar inconsciente a Gargan y luego arranca la lengua del simbionte, aunque el simbionte hace fácilmente uno nuevo. Gargan comienza a alucinar que el simbionte le está hablando y le dice que "lo alimente". Más tarde ataca y devora a un guardia y declara que "la única manera de salir de la montaña Thunderbolts es cuando decido dejarte morir". Más tarde se revela que el criminal psíquico Bluestreak está controlando las acciones de Gargan, aunque no está claro si el simbionte realmente le estaba hablando o no. Venom se enfrenta al Espadachín, que apuñala a Gargan a través del cofre, utilizando sus poderes para alejar al simbionte de su espada. Gargan está herido, pero vive. Después de la curación, conserva su forma monstruosa, rara vez regresa a su tamaño habitual.

### "Nuevas formas de morir"
Gargan reaparece durante el arco narrativo de "Nuevas formas de morir" de The Amazing Spider-Man, que ya no posee el conocimiento de la identidad secreta de Spider-Man. Gargan y los Thunderbolts son llamados de regreso a Nueva York para capturar a Spider-Man. Mientras buscaba al ladrón de pared, el simbionte de Gargan detecta a un antiguo anfitrión cercano. Gargan sospecha que es Spider-Man, pero en su lugar encuentra a Eddie Brock en el centro FEAST (un comedor de beneficencia). El simbionte Venom intenta dejar a Gargan para volver a unirse con Brock, para consternación de Gargan (y Brock). Al ponerse en contacto con Brock, su piel se muestra cáustica para su simbionte anterior, y cuando una sustancia blanca se filtra por sus poros cubriendo su cuerpo, Brock se convierte en Anti-Venom y lucha contra Gargan. Con la ayuda de Spider-Man, Anti-Venom somete a Venom y casi destruye el simbionte. Norman Osborn utiliza una muestra del ADN de Anti-Venom de Mac Gargan y crea un contador venenoso a sus poderes de curación combinando la muestra con el sistema inmune de Fenómeno. Mac Gargan se inyecta con la "cura" y se le da un nuevo traje de batalla Scorpion, que contiene el veneno, hasta que el simbionte se puede recuperar. Anti-Venom rastrea a Gargan en Oscorp. Después de una batalla agotadora, "Ven-Orpion" inyecta la toxina en Anti-Venom y mata el traje. Luego intenta matar a Brock, pero el simbionte trata de retenerlo, todavía siente amor por su antiguo anfitrión. El simbionte gana fuerza y rompe el traje Escorpión. Gargan se da por vencido, pero promete que superará este problema y algún día acabará con Brock.

### Secret Invasion
Gargan fue visto siendo arrojado desde la Montaña Thunderbolt por el Capitán Marvel. Gargan fue visto más tarde con los otros Thunderbolts en Washington. Los Skrull intentan engañarlo para que mate a humanos normales con el fin de descubrir cuáles de ellos son Skrulls. Osborn intentó evitar que el simbionte matara a alguien amenazando con matar a Mac Gargan y prometiéndole ayudar a satisfacer sus "impulsos" más tarde, solo para que Gargan revelara que la amenaza que parecía representar para los civiles era una artimaña para sacar un disfraz Skrull. Venom jugó un papel importante en la lucha contra los Skrulls. Fue visto cortando y comiendo los Skrulls de una vez. Pronto se une a los Thunderbolts y a los héroes restantes para la batalla final contra los Skrulls. Durante la batalla, él era una fuerza a tener en cuenta.
Venom, junto con la mayoría del equipo Thunderbolts, intenta matar al socio Songbird por órdenes de Osborn. Enfrentando a Venom, Songbird fue derrotada y casi comido por Venom, pero escapó con la ayuda del Espadachín.

### Dark Reign
Norman Osborn forma sus Vengadores Oscuros, proporcionando nuevas identidades a algunos de sus Thunderbolts anteriores. Después de alimentar a un Skrull con un Venom hambriento que se ha vuelto más bestial que humano, Osborn le da un medicamento que restablece el simbionte al tamaño que tenía cuando poseía Spider-Man originalmente. Gargan puede transformarse en su forma de Venom más grande a voluntad.
Norman presenta a Gargan y al simbionte como el Amazing Spider-Man en sus nuevos Vengadores. Durante su primera misión contra Morgan le Fay, Morgana transforma a "Venom-Spidey" en un monstruo gigante y demoníaco que intenta comer a Ares. Venom más tarde tose Ares; sin embargo, la magia de Morgana continúa afectando a Venom, lo que le hace perder y obtener control de sí mismo al azar. Después de que Morgana fuera derrotada en el pasado por Iron Patriot y Doctor Doom, Mac volvió a su forma de "Spider-Man" con solo un leve dolor de cabeza. Hawkeye prometió matar a Mac un día por tratar de comérselo mientras estaba bajo el control de Morgana. Una vez que llegan a casa, se lo ve discutiendo con Hawkeye.
Más tarde, tratando de averiguar los planes de Norman Osborn para su hijo Harry, el verdadero Spider-Man con la ayuda de la Mujer Invisible, logra capturar a Gargan usando un generador sónico y toma su lugar para infiltrarse en los Vengadores Oscuros. Gargan es arrojado a la Zona Negativa, pero luego se lo ve de regreso con los Vengadores Oscuros.
En contra de los deseos de Osborn, se ve a Gargan dirigiéndose a la ciudad para luchar solo contra el crimen. En un momento dado, se lo ve derrotando a un ladrón de bancos llamado General Wolfram. Después de besarse con dos chicas a la vez y ser aclamado por una gran multitud, lleva al ladrón a un tejado abandonado y le consume el brazo. Luego toma el dinero que Wolfram robó y se aleja. Gargan es visto en un club de stripteasecon el dinero y descubre su nuevo estríper favorito. Después de recibir una reprimenda de Norman Osborn por comerse el brazo de Wolfram, Gargan mata a la bailarina de estriptis y coloca su cadáver en la cama de J. Jonah Jameson mientras él se marcha en un intento de incriminarlo por su asesinato. Al mismo tiempo, Redeemer visita al herido General Wolfram y lo recluta junto a otros villanos a los que Gargan les ha arrancado extremidades (Dementoid, Doctor Everything, Eleven e Hippo) en un plan para acabar con "Spider-Man" (que se cree que es la raíz de su problema). En otro intento de antagonizar a Jameson, Gargan instiga una guerra de territorio entre dos pandillas callejeras rivales, con la esperanza de desgastar a Jameson por el estrés y el cansancio de publicar continuamente historias para cubrir la ola de crímenes. Al mismo tiempo, el Redentor arma a su grupo con miembros cibernéticos para vencer a Spider-Man. J. Jonah Jameson va a Osborn en busca de ayuda y se le da Spider-Man para ayudar a resolver el problema de las pandillas de la ciudad.
Gargan continúa instigando la guerra de pandillas y agrava a Jameson en persona. Una amenaza de bomba es colocada por Redeemer para atraer a Spider-Man a una intervención, aunque Gargan en lugar devora a Hippo y Eleven, hiere gravemente a Dementoid, y golpea al Doctor Everything hasta someterlo antes de entregarlo a la policía. Luego se come las extremidades de Redeemer. Con Redeemer, Wolfram y Dementoid, los únicos que quedan del grupo (aunque hospitalizados), Redeemer envía fotos de las acciones de Gargan a Jameson en un intento de exponerlo como un psicópata caníbal al mundo. Jameson primero va a Osborn, que decide cortar a Gargan lanzando Bullseye y Daken (en sus viejos disfraces) para matarlo. En el Festival de la Gran Manzana, los dos lo atacan, con Dementoid, el General Wolfram, y las dos pandillas involucradas en la guerra de césped entran en la refriega para tratar de matar a Spider-Man. Gargan termina derrotando a todos ellos, y J. Jonah Jameson dispara una pistola en el aire para detener la pelea. Como resultado, todos dan crédito a Jameson y Spider-Man por trabajar juntos con éxito para detener a los criminales y salvar el festival. Gargan luego regresa a la Torre de los Vengadores, donde es visitado por Norman Osborn. Osborn le informa que Bullseye y Daken superarán el daño, pero advierte a Gargan que si pierde el control otra vez, se vestirá como el Iron Patriot y lo cuidará personalmente.
Durante el capítulo inicial de Utopia, los Vengadores Oscuros son enviados a San Francisco para sofocar los disturbios mutantes y luchar contra cualquier X-Men que puedan encontrar. Se ha demostrado que existe tensión entre los Vengadores y los Dark X-Men de Osborn. Cuando Namor y Emma Frost son agentes dobles al lado de Cíclope y desertan con Capa y Daga, un iracundo Osborn reúne a los Vengadores Oscuros y al resto de Dark X-Men, incluido Gargan, ordenándoles que le traigan la cabeza de Namor y la de Emma Frost. corazón y para asegurarse de que Cyclops los vea hacerlo. Los Vengadores Oscuros y Dark X-Men atacan a Utopia y luchan contra los X-Men, con Venom enfrentándose contra Coloso. Debido al gran número de X-Men, Osborn se ve obligado a retirarse cuando se le informa que la única forma de ganar sería matar a todos los mutantes en la isla, una opción que no es políticamente viable.
Gargan luego comienza a mostrar signos de que sus medicamentos lo están volviendo emocionalmente inestable. En una misión con los Vengadores Oscuros, Osborn saca a Gargan del caso cuando nota los arrebatos de Gargan. El Hombre Molécula convierte a Gargan y su simbionte en una pila inerte de sustancia pegajosa. Luego es restaurado por el Sentry.

### "Sitio"
Durante la historia de "Siege", Mac Gargan está con los Vengadores Oscuros cuando Norman Osborn planea invadir Asgard. Mac Gargan y el resto de los Vengadores protestan. Para luchar junto con la Iniciativa, Osborn promete dar al equipo su libertad de la servidumbre. Como resultado, Gargan se encuentra entre la masa de soldados para lanzar un ataque contra Asgard después de la instalación de Loki. Él y el resto de los Vengadores logran abrumar a Thor. Mientras luchan contra Ms. Marvel y Spider-Man después de que llegan, Gargan es eliminado por la fuerza del simbionte Venom, que se hace cargo de Ms. Marvel hasta que Spider-Man lo derrota. Él, junto con los otros Vengadores Oscuros, son arrestados después de que Norman Osborn cae del poder.

### Regresa como Escorpión
Durante la historia de "Big Time", se ve a Mac Gargan en la superprisión de la Balsa, habiéndose separado del simbionte de Venom: la eliminación del simbionte estaba causando problemas médicos debido a los efectos secundarios de su mutación genética original. Alistair Smythe lo saca de la Balsa. Gargan fue equipado con un nuevo traje Escorpión por Smythe, que incluía un sistema de soporte vital para estabilizar la condición de Gargan. Smythe convenció a Gargan de unirse a él en su plan de venganza contra J. Jonah Jameson. Escorpión se une a Alistair Smythe, un nuevo villano llamado Fly-Girl, y algunos secuaces cyborg no identificados (cada uno queriendo vengarse de Jameson) al atacar el sitio de lanzamiento de John Jameson. La última misión espacial de este grupo es sabotear el lanzamiento y retener a John Jameson a cambio de un rescate.
Durante la historia de Ends of the Earth, se ve a Escorpión protegiendo una de las instalaciones del Doctor Octopus. El hombre de titanio entra y termina peleando con Escorpión. El Hombre de Titanio es derrotado por Escorpión a pesar de sus mejores esfuerzos.
Durante la historia de Dying Wish, Escorpión escucha el llamado a las armas de Peter Parker (atrapado en el cuerpo agonizante del Doctor Octopus) para salvarlo y aprehender al Doctor Octopus (ocupando el cuerpo de Spider-Man) para salvar a sus seres queridos del Doctor Octopus y sus finales siniestros. Escorpión e Hydro-Man acompañan a Peter Parker en el cuerpo del Doctor Octopus a Industrias Stark para buscar a Tony Stark solo para terminar en una trampa preparada por el Doctor Octopus en el cuerpo de Spider-Man. Al encontrar un área segura que contenga a los amigos y familiares de Spider-Man, Escorpión planea vengarse finalmente de J. Jonah Jameson. Al acceder a los recuerdos de Spider-Man, amante de la tía May, y de los tiempos en que Escorpión la amenazó, el Doctor Octopus en el cuerpo de Spider-Man toma represalias al Escorpión tan fuerte en la mandíbula (la única parte desprotegida de su cuerpo) que se separa de su cabeza.
Escorpión fue visto más tarde en la enfermería de la Balsa con Boomerang y Buitre. Escorpión ahora lucía un aparato de metal que reemplazó su mandíbula faltante. Las mini-Cazadoras-Arañas de Alistair Smythe los curan y mejoran, y Smythe les ofrece una oferta para matar a Spider-Man. Mientras Boomerang lucha contra Spider-Man, Escorpión es convencido por Smythe de perseguir al Alcalde Jameson otra vez.
Durante la historia de Secret Wars, Escorpión se encuentra entre los villanos en la fiesta de observación de Kingpin sobre la incursión entre Tierra-616 y Tierra-1610.
Como parte del evento All-New, All-Different Marvel, Escorpión fue contratado en secreto por Tiberius Stone de Alchemax para probar más a los Spider-Slayers de Alchemax durante el viaje de Tiberius a un país extranjero para venderlos. Durante la prueba del Escorpión de las arañas asesinas de Alchemax, Scorpion se encontró con Spider-Man 2099. Cuando Scorpion pensó que Spider-Man 2099 era su Spider-Man en un disfraz diferente, lo atacó con la ayuda de los Spider-Slayers. Spider-Man 2099 pudo usar su asistente holográfico para proyectar un holograma de Spider-Man sobre Escorpión, haciendo que los Spider-Slayers atacaran al Escorpión hasta que los apagó dos veces.
Escorpión luego se duplica trabajando para la pandilla de Gata Negra cuando él y un hombre llamado Lee Price participan en una venta en el mercado negro que también involucró a la pandilla de Tombstone. Cuando está en el escondite de Gata Negra, Escorpión acusa a Lee Price de estropear la venta en el mercado negro que Lee Price negó a la líder Gata Negra para exigir una explicación después de escuchar información de sus espías en el Departamento de Policía de Nueva York diciéndole lo que saben. Después de que Lee Price deja su explicación, Scorpion comienza a sospechar de Lee. Mientras confía sus sospechas, Mac Gargan se pone una nueva versión de la armadura Escorpión. Luego se encuentra con Price en el apartamento de un reportero de Daily Bugle, que tenía pruebas contra la Gata Negra. Cuando Lee le recuerda que deben asustar al periodista, Escorpión lo ataca causando que Lee se transforme en Venom y los dos comiencen a pelear. Durante la pelea, Escorpión casi muere hasta que Spider-Man interviene, quien confundió a Venom con Flash Thompson.

## Personalidad
Antes de asumir la identidad del Escorpión, Mac Gargan era un investigador privado habilidoso, aunque algo codicioso e inescrupuloso, que admitió que pasaría por cualquier cosa "mientras la paga sea buena". Su avaricia aún lo motivó como un supervillano, aunque de una manera retorcida: mientras esperaba una "oferta" oficial de los Thunderbolts, Gargan exprimió a su agente para obtener detalles financieros sobre un libro propuesto, un trato de televisión y película ("¿Cuántos atrás? puntos? y residuales? Fantástico. ¿Ese extranjero y nacional? "), exigió cierto talento para la escritura (incluido el guionista hermano del escritor del cómic ) y, finalmente, Gargan mató a seis" capekiller" agentes de S.H.I.E.L.D. enviados para traerlo, porque aunque tenía la intención de cooperar, su agente le había dicho que los derechos sobre la historia de su vida "valdrían un poco más" si Gargan "aumentaba el número de cadáveres" antes de unirse a los Thunderbolts.
Él está perturbado emocionalmente como resultado del procedimiento en el que adquirió sus poderes, y conserva poco de su racionalidad anterior. Él suele ser fácilmente burlado por Spider-Man y no es muy bueno cooperando con otros supervillanos o siguiendo instrucciones como aprendió Justin Hammer. Su debilidad más prominente es su temperamento explosivo y su odio irracional hacia J. Jonah Jameson, hasta el punto de ignorar las órdenes de quien sea que esté trabajando, para atacar al editor de Daily Bugle. Nada de esto ha cambiado con su vinculación con el simbionte Venom, o con su nueva carrera sirviendo bajo Norman Osborn con los Thunderbolts o los Dark Avengers: de hecho, el simbionte parece haberlo hecho aún más irracional, y su nueva carrera como un "héroe" no ha hecho nada para reducir su persistente odio hacia Jameson. Estuvo a punto de romper su tapa como Spider-Man cuando comenzó una guerra contra las drogas y las fotografías de él involucradas en el canibalismo terminaron en las manos de J. Jonah Jameson, poniendo los planes de su patrón Norman Osborn y el estado "heroico" de todos su equipo de Dark Avengers en peligro, solo para perseguir a Jameson (ahora alcalde de Nueva York) una vez más. Su plan mal concebido y mal pensado fracasó, y se vio obligado a hacer las paces públicamente con Jameson con su disfraz de Spider-Man, lo que le avergonzaba enormemente, aunque fantaseaba secretamente con matar a Jameson durante todo el tiempo mientras le daban la mano.
Los años de ser superados y derrotados, a pesar de su superioridad física sobre Spider-Man, complementan el odio similar que posee el simbionte, y le ha permitido controlar casi por completo a Gargan. A diferencia de los otros venenos, Mac rara vez se refiere a sí mismo como "nosotros" en lugar de "yo". Gargan incluso se ha involucrado en el canibalismo como Venom, cortando y devorando el brazo de la aún viva araña de acero. Después de obtener "el sabor de la carne", se lo ve mostrando aún más signos de canibalismo, como comer Skrulls, consumir los huesos de Enjambre, devorar a Once y los miembros de criminales, y tratar de comer a Ares. Cuando el simbionte está dormido en su cuerpo, ha expresado náuseas y miedo al organismo, cualquier inhibición que Gargan tuvo sobre dañar a inocentes transeúntes ha sido eliminada con su vínculo con el simbionte, muy probablemente porque tenía tan poca consideración por los demás. La identidad previa de Gargan no ha sido completamente degradada. Su simbionte una vez brotó una cola similar a un escorpión, aunque no la ha tenido desde entonces. Además, cuando supo que había un nuevo héroe que se hacía llamar el Escorpión, Gargan-Venom la atacó para proteger su marca mientras aún duraba. Además, durante un breve período de tiempo, Gargan usó un nuevo traje Escorpión mientras que el simbionte se regeneró después del ataque de Anti-Venom, aunque inicialmente dudaba sobre usarlo junto con el simbionte.

## Poderes y habilidades

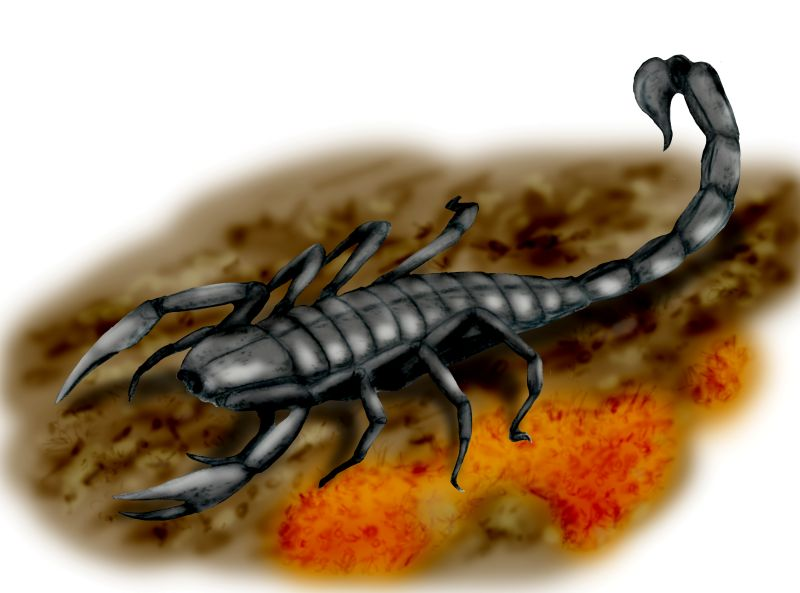
Escorpión posee un fuerte aguijón por el que dispara ácido y un proyector de plasma, parecido al sistema de los escorpiones.

### Como Escorpión
Mac Gargan, como el Escorpión, recibió poderes sobrehumanos a través de la quimioterapia, radioterapia, que le produjo efectos mutagénicos. Él tiene una fuerza sobrehumana, velocidad, agilidad, reflejos, resistencia y durabilidad, y también tiene la habilidad de escalar muros (también puede hacer agujeros en las paredes como una forma de subida). Él también tiene un agarre excepcionalmente fuerte, una reminiscencia de las pinzas de un escorpión real. Lleva una armadura de batalla en todo el cuerpo compuesto por dos capas de malla de acero separados por una fina capa de caucho aislados. Además de su físico sobrehumano, que tradicionalmente está armado con una cola mecánica de dos metros cibernéticamente controlada, con una estructura de acero articulada que puede azotar a 90 millas por hora. La cola en el pasado ha sido equipado con armas de proyectiles, por lo general un generador eléctrico, aunque también ha sido equipada con un pico en la punta que pueden arrojar a chorros un aerosol de ácido, y un proyector de plasma de baja densidad de energía. El Escorpión puede utilizar su cola como una pierna adicional, o puede enrollarla para saltar a una distancia de por lo menos 30 pies. El Escorpión es sustancialmente más fuerte y más resistente que Spider-Man, aunque mucho menos cualificado en combate cuerpo a cuerpo.

### Como Venom
Gargan conserva sus habilidades sobrehumanas, algunos de los cuales han aumentado considerablemente más allá de los niveles originales. El traje puede incluso imitar la cola del traje de escorpión de Gargan. También se puede utilizar como una quinta parte (a pesar de que ha utilizado esta habilidad una vez). Como Venom, Gargan ha adquirido la capacidad de disparar redes y trepar paredes como Spider-Man, y puede disfrazarse de otras personas o mezclarse con el ambiente. Él es indetectable por el "sentido arácnido" de Spider-Man. Su habilidad como combatiente cuerpo a cuerpo se ha incrementado debido a la influencia del simbionte alienígena, que tiene instintos superiores y experiencia en la lucha. El traje también puede sanar las lesiones graves sufridas por el anfitrión a una velocidad increíble. Mac (como Venom) tiene garras en los dedos que pueden ser utilizados como armas para cortar a sus enemigos. También puede crear zarcillos para incapacitar a sus enemigos.
Cuando se lesiona o se enfurece, Venom tiene ahora la capacidad de aumentar su masa y su fuerza física para hacer frente a cualquier amenaza que se enfrenta con la misma fuerza, una capacidad inconsistente insinuada en el pasado, como cuando lucharon Venom contra Juggernaut. En estos tiempos no está claro que Gargan tiene ningún control sobre el simbionte, si no hubiera sido por la tecnología de restricción de Venom, se hubiera comido a Jack Flag. Además, durante una batalla con Araña de Acero, Gargan ataca a transeúntes inocentes.
A pesar de que su potencial de energía ha aumentado considerablemente gracias al simbionte, Gargan sigue sin evocar algún aspecto de Spider-Man, la opinión del lanza-redes es que "Un perdedor vestido como Venom sigue siendo un perdedor", y cuando se anunció como el Spider-Man de los Vengadores Oscuros, que "ni siquiera es el bueno."

### Como Spider-Man
Una "medicación" especial proporcionado por Osborn le permitió a Venom asumir una forma menor y de aspecto más humano a cuando Spider-Man tenía el control del simbionte. De esta forma, es capaz de volver a su mayor tamaño, de forma más salvaje cada vez que le plazca. Como Spider-Man, Mac parece ser aún más ágil que cuando estaba como Venom. Además, aún tiene todos los poderes de Venom, menos las uñas, la lengua y los dientes, que pueden crecer a voluntad. Sin embargo, su "medicación" también se ha demostrado que disminuye su voluntad para luchar, haciéndolo más comprensivo.

### Regresa como Escorpión
Después de que Smythe lo saca de la Balsa, Gargan está equipado con un nuevo traje de Escorpión. El traje es más grande que su predecesor, y se conectó cibernéticamente a Gargan, convirtiéndolo en un cyborg. Está equipado con una cola más potente, tenazas mecánicas y es a prueba de balas. Smythe también alteró la biología de Gargan, dándole un "sentido del escorpión" para que coincida con el sentido araña de Spider-Man. El traje también es muy resistente, lo que permite a Gargan soportar una caída a la velocidad de la terminal. La armadura deja la mandíbula de Mac desprotegida, que el Doctor Octopus en el cuerpo de Spider-Man explotó para limpiarle la mandíbula. Después de su empleo por Alchemax, ganó una nueva mandíbula para reemplazar la mandíbula que perdió.

## Otras versiones

### Exilios
En una de las muchas realidades visitadas por los Exiliados, Mac Gargan es uno de los muchos superhumanos que forman los Heroes for Hire, y es parte del paquete Vengadores, que también incluye Black Widow y Black Knight. Después de ser contratado para proteger Tokio de Moses Magnum y Namorita, Escorpiónn es asesinado por el homicida asesino y adolescente de Magik.

### Ultimate Marvel
Los cómics de Ultimate Marvel cuentan con Maximus Gargan, un jefe tatuado de la mafia mexicana que trabajó con el Merodeador (Aaron Davis). Este Gargan es el segundo villano que toma el alias de Escorpión, el primero es un clon trastornado e imperfecto de Peter Parker. Se muestra que tiene una piel muy resistente, pero puede tener otros poderes también. Una vez que llegó a Nueva York, Gargan se propuso convertirse en el nuevo "Kingpin de New York", pero fue detenido por los esfuerzos de una alianza poco fácil de Spider-Man y Merodeador.

### JLA / Avengers
En el último número de JLA/Avengers, Escorpión se encuentra entre los villanos cautivados que defienden la fortaleza de Krona, y es derrotado por Hombre de Arena.

### Marvel Zombies
Un Escorpión zombificado aparece en Marvel Zombies: Dead Days y Marvel Zombies 3. Él es un miembro de la alianza de muertos vivientes de Kingpin. Como tal, busca en Nueva York y las áreas circundantes alimentos de cualquier tipo. Él está en términos amistosos con el zombi Diablo. Él es finalmente asesinado por Machine Man.

### Spider-Man: Reign
Gargan aparece como el Escorpión (en un traje muy avanzado) en Spider-Man: Reinado como miembro del Sinner Six. Muere cuando Spider-Man lo acciona desde una ventana del Empire State Building.

### Spider-Verse
En Spider-Verse, la versión Tierra-001 de Escorpión es miembro de los Sabuesos de Verna. Junto a la versión Tierra-001 de Rhino, Escorpión acompañó a Verna a Tierra-21205 para cazar a Hobgoblin (quien era la identidad de Peter Parker de ese mundo). Fueron detenidos por la Mujer Araña de la Tierra-65.

## En otros medios

### Televisión
- Mac Gargan /Escorpión apareció en la serie animada Spider-Man de los años 60, con la voz de Carl Banas.[100] Se lo presenta en el episodio "Nunca paso sobre un escorpión" en el que se muestra su creación. Se revela que su villanía aparentemente se debe al experimento que hace que su naturaleza malvada aumente. Escorpión regresa en el episodio "Sting of the Scorpion", donde escapa de la prisión para vengarse de J. Jonah Jameson secuestrándolo. Scorpion accidentalmente toma una fórmula que lo hace crecer hasta los 20 pies de alto mientras irrumpe en la casa de Stillwell y trata de encontrar la fórmula que le dio su fuerza sobrehumana, pero Spider-Man le da el antídoto y es encarcelado nuevamente.
- Mac Gargan/Escorpión apareció en Spider-Man and His Amazing Friends.[100] Visto en el episodio "Attack of the Arachnoid", fue atacado por los Spider-Friends (Spider-Man, Iceman y Firestar) al comienzo del episodio. Cuando Spider-Man termina en la cárcel por las acciones de Zolton para enmarcar al verdadero Spider-Man, Escorpión aprovechó la oportunidad para devolverle la recompensa a Spider-Man solo para ser derrotado.
- Mac Gargan /Escorpión apareció en la serie animada de Spider-Man de la década de 1990, presentada inicialmente por Martin Landau (hasta su victoria en el Academy Award y posterior falta de disponibilidad) y más tarde por Richard Moll.[101][100]Mac Gargan se describe inicialmente como un ojo privado neurótico, regordete y calvo que trabaja para J. Jonah Jameson. En un intento por descubrir la verdadera identidad de Spider-Man, Jameson convence a Gargan de que el Dr. Stillwell lo convierta en un superhéroe capaz utilizando el Recombinador Neógeno. Como Escorpión, es capaz de vencer a Spider-Man al tirar de una torre de agua contra Spider-Man, pero antes de que pueda desenmascarar al wall-crawler, se siente abrumado por las mutaciones descontroladas que le dan piel verde, ojos amarillos, y dedos como garras que también lo vuelven loco. Creer más radiación puede detener su transformación y devolverlo a la normalidad, intenta obtener acceso a un reactor nuclear (donde planea liberarlo habría destruido toda la ciudad de Nueva York) pero es encontrado y derrotado por Spider-Man, lo que resulta en Escorpión siendo enviado a la cárcel. Escorpión vuelve a aparecer como miembro del equipo de supervillanos de Kingpin (junto con el Camaleón, Rhino, Mysterio y Doctor Octopus) para matar a Spider-Man, aunque nuevamente es derrotado por Spider-Man. Desesperado por encontrar una cura para su condición, el Escorpión secuestra a Stillwell, pero Stillwell destruye el Recombinador Neógeno para evitar la creación de otros seres como el Escorpión. Después de conocer al Buitre, Escorpión secuestra a Buitre de un edificio en explosión para mantenerlo como rehén, creyendo que el Buitre es lo suficientemente inteligente como para deshacer su transformación de Escorpión. Eventualmente, Alistair Smythe, que requiere el código genético de Escorpión para llevar a cabo sus propios experimentos, tiene a Black Cat como rehén para obligar a Spider-Man a traer a Escorpión. Escorpión finalmente logra escapar de las garras de Smythe debido al ataque de Buitre e intenta mantenerse alejado del crimen. El aspecto final de Escorpión es de nuevo como miembro del insidioso Seis que intentan localizar el dispositivo del juicio final de Red Skull para Kingpin. Al final del episodio, se muestra que escapó de la policía.
- Mac Gargan se alude en la serie animada The Spectacular Spider-Man. En el final de la serie "Cortina final", el Camaleón (disfrazado como Norman Osborn) agradece al investigador privado en el teléfono para investigar la dirección de Donald Menken. Escorpión originalmente iba a aparecer si la serie se renovaba para una tercera temporada.[102][103]
- Mac Gargan/Escorpión aparece en la serie animada Spider-Man de 2017,[104]con la voz de Jason Spisak.[101]En el episodio "Horizon High" Pt. 2, fue visto robando un museo de ciencias donde pelea con Spider-Man. Su lucha va desde el museo de ciencia a la estación de metro. Cuando está en el metro, Spider-Man derrota a Escorpión y se lo entrega a la policía. En su aparición más notable en el episodio "The Day Without Spider-Man", persigue una asociación fallida con Tinkerer, quien usa la energía de la Gema de Sangre para convertirlo en un gran monstruo, solo para ser derrotado por Spider-Gwen, Anya Corazon y Ultimate Spider-Man.

### Universo cinematográfico de Marvel
- Mac Gargan aparece en la película de 2017 Spider-Man: Homecoming, interpretada por Michael Mando.[105] La interpretación de la película del personaje es un investigador criminal en lugar de un investigador privado y tiene un tatuaje de escorpión en el cuello. Se reúne con los asociados del Buitre en el Ferry de Staten Island como parte de un acuerdo para recibir tecnología de armas alienígenas. Spider-Man interrumpe el trato y conecta a Gargan a la parte posterior del Ferry con correas. Él es golpeado en la bahía por un auto fugitivo en la destrucción resultante. En una escena de créditos medios, Gargan tiene cicatrices físicas con un aparato ortopédico mecánico sujeto a su brazo derecho (una referencia a alguna versión de Escorpión, en la que su brazo derecho está diseñado como el aguijón del Escorpión) y conoce a Adrian Toomes en prisión, y dice que tiene compañeros en el exterior que quieren unir fuerzas para vengarse de Spider-Man. Cuando Mac menciona el rumor de que Toomes conoce la identidad de Spider-Man, Toomes lo niega.
- Gargan volverá en Spider-Man: Brand New Day (2026).[106]
- Una variante de la línea de tiempo alternativa de Mac Gargan/Escorpión aparece en la próxima serie animada de Disney+ Your Friendly Neighborhood Spider-Man (2025), con la voz de Jonathan Medina.[107][108][109][110][101]Esta versión es el líder de la pandilla Escorpiones que luego recibe una armadura con temática de escorpión de Otto Octavius.

### Videojuegos
- Escorpión es el tercer jefe del juego Game Boy The Amazing Spider-Man.[111]
- Escorpión apareció en el videojuego Game Boy Color Spider-Man 2: The Sinister Six como miembro del equipo del mismo nombre.
- Mac Gargan apareció dos veces en el juego de arcade Spider-Man: The Video Game.[112]
- Escorpión apareció como jefe en Spider-Man (1995).
- Escorpión era un jefe en los japoneses solamente Super Famicom juego Spider-Man: Lethal Foes.
- Escorpión también aparece en el videojuego Neversoft Spider-Man, con la voz de Daran Norris. Se muestra en su traje de 1998 efímero y aparece como el primer jefe. Aquí, él está persiguiendo a J. Jonah Jameson, culpando al editor de Daily Bugle por su transformación de Scorpion. Spider-Man finalmente derrota a Scorpion en el Daily Bugle. Esta versión dice que no puede quitarse su traje de armadura, lo que Jameson confirma.
- Escorpión aparece en el juego de plataforma múltiple Spider-Man de 2002, con la voz de Mike McColl. Escorpión hace una aparición en dos de los niveles. Viste su traje blindado azul y verde efímero de los cómics de Spider-Man de 1998. En el juego, Mac Gargan fue el sujeto de prueba para el proyecto Escorpión, como un prototipo para crear súper soldados. En el proyecto, se le dieron poderes similares al Escorpión y una cola mecánica pegada a su espina dorsal y escapó de los laboratorios. Después de que Gargan escapa de los laboratorios, se puso un traje de escorpión cibernético. Más tarde, Mendel Stromm le dice a Norman Osborn que ahora dos individuos con ADN de arácnidos están en libertad en Manhattan, y Osborn ordena la captura de ambos con robots en forma de araña. Los robots persiguen a Escorpión a través de las alcantarillas. Peter Parker baja al metro para tomar fotos del sitio de batalla con el Shocker, cuando se encuentra con Escorpión. Como se revela, Escorpión tiene un miedo intenso a las arañas. Se encuentra con Spider-Man, salvándolo de las arañas. Spider-Man y Escorpión después tienen una batalla intensa. Spider-Man gana la batalla y Escorpión huye.
- Escorpión aparece como un jefe en el Game Boy Advance juego de Spider-Man: Mysterio's Menace.
- La encarnación de Mac Gargan de Scorpion aparece en Marvel: Ultimate Alliance, interpretada por Beau Weaver. Escorpión es uno de los muchos supervillanos que el Doctor Doom envía para hacerse cargo del Helicarrier, pero es fácilmente derrotado por el Capitán América, Spider-Man, Thor y Wolverine. Más tarde regresa durante el viaje de los héroes a Asgard. Él se muestra custodiando Tyr junto con el Lagarto, pero ambos son eventualmente derrotados. Escorpión tiene un diálogo especial con Spider-Man durante la misión Asgard. Él es el único villano que se cambió el disfraz, ya que durante la misión Helicarrier su traje es verde y durante la misión Asgard su traje es azul y verde como el que vestía a finales de los 90. Un disco de simulación tiene a Spider-Man protegiendo a Dum Dum Dugan de Escorpión. Durante el disco de simulación, hace una referencia a J. Jonah Jameson siendo parcialmente responsable de su creación. El diseño de Venom del personaje también es un disfraz alternativo para la versión de Eddie Brock de Venom del paquete de villano.
- Aparece como uno de los villanos en el videojuego Spider-Man 3, con la voz de Dee Bradley Baker. En él, su aspecto es como el traje usado en el momento en que Mattie Franklin se hacía pasar por Spider-Man, al que se refiere Chris Archer para ser similar a lo que se vería si hubiera estado en una película. Esta encarnación se retrata como una víctima torturada en lugar de un villano, siendo utilizado como un aparente 'cazador de recompensas' por la corporación cibernética MechaBioCon para romper el Rhinode una camioneta blindada en su camino a prisión, y ocasionalmente sometido a control mental para hacerlo cooperar (aunque sus manipuladores notan que su trabajo es mejor cuando tiene el control de su mente). Aunque se usa brevemente para atacar a Spider-Man cuando el rastreador de pared llega para rescatarlo (después de haber visto a Scorpion en acción y posteriormente ponerse en contacto con la doctora Jessica Andrews, miembro del equipo que le dio a Gargan sus implantes que parecen tener sentimientos por él), Spider-Man es capaz de "engañarlo" para que destruya el dispositivo que lo está controlando, y luego trabaja con Escorpión para atacar a MechaBioCon y vencer a Rhino. Después de que Rhino es derrotado, Escorpión persigue a la Dra. Stillwell y trata de matarla solo para que Spider-Man y la Dra. Andrews puedan inmiscuirse. Escorpión escapa mientras Spider-Man deja a la Dra. Stillwell para la policía.
- Aparece en Spider-Man: Friend or Foe, con la voz de Fred Tatasciore. Es uno de varios enemigos bajo el control mental de Mysterio. Spider-Man se encuentra con Escorpión en un área llena de lava dentro de las Cuevas Marinas en la isla Tangaroa. Después de ser liberado del Control Amuleto, Escorpión se une a Spider-Man.
- Mac Gargan aparece en Marvel: Ultimate Alliance 2, con Venom con la voz de Chopper Bernet y Escorpión con la voz de Jim Cummings. Venom aparece como un personaje jugable (con la forma de Venom de Eddie Brock como una aparición alternativa) y puede estar en el lado de pro-registro o anti-registro.[113] En las escenas cinemáticas de Geffen-Meyer Chemicals, él está presente con los Thunderbolts. En la segunda escena allí, Venom junto a Bullseye, el Duende Verde y Lady Deathstrike terminan atacando a los agentes de SHIELD y armando bombas cuando los Control Nanites terminan por tomar su propia decisión. En las versiones de PS3 y Xbox 360, los héroes terminan peleando contra Venom y el Duende, mientras que Nick Fury LMD intenta desarmar algunas de las bombas. En la escena representada en Prison 42, Venom termina atacando al Oficial de Control de Nanite Swanson y a los agentes de S.H.I.E.L.D. mientras los otros supervillanos controlados por nanitautas atacan a ambos lados. Cuando en Wakanda, tras una transmisión desde un Fury controlado por nanotecnología, el Duende y el Venom atacan a los héroes en el palacio de la Pantera Negra. Después de ser derrotado y curado, Venom y el Duende están desbloqueados. En las versiones de PSP, Wii y PS2, los jugadores luchan contra Venom in Prision 42 después de la escena allí. Escorpión aparece como jefe en las versiones de Wii, PS2 y PSP del juego. Escorpión es uno de los supervillanos tomado por el Doblez. Escorpión y el duende combaten a los héroes en la prisión 42.
- Aparece en el videojuego The Amazing Spider-Man.[114][115] Esta versión es un híbrido scorpion-humano, descrito como uno de los resultados de Oscorp utilizando la investigación de especies cruzadas del Dr. Curt Conners para hacer súper humanos, dirigido por Alistaire Smythe.También se explica que el físico de Oscorp, Otto Octavius, hizo que Escorpión incluyera una mezcla de " sustancia negra ", y lo llama MAC (M y A stonishing C reation ). Él se vuelve loco cuando siente a Peter Parker en una gira con Gwen Stacy. Pica a Smythe y escapa de Oscorp, junto con las otras especies transversales (Iguana, Rhino, Bichos y juego exclusivo de Nattie). Lucha contra Spider-Man cuando regresa a Oscorp, y Spider-Man lo derrota de nuevo en un sitio de construcción antes de ser arrestado por la policía.
- Venom aparece en Marvel: Avengers Alliance. Él se presentó en las 11.as misiones de Spec-Ops. En la 12.ª misión de Spec-Ops, Venom es miembro de los Vengadores Oscuros de Dell Rusk.
- Scorpion aparece como un personaje jugable en Lego Marvel Super Heroes 2.[116]
- Mac Gargan como Venom aparece como un personaje jugable en Spider-Man Unlimited.[117]
- Escorpión aparecerá en Spider-Man.[118]